# Astúries de Santillana
Astúries de Santillana és una comarca històrica, el territori de la qual estava situat entre les actuals comunitats autònomes de Cantàbria i Astúries. Abastaria aproximadament la zona situada entre Santander i el concejo de Ribadedeva. Coneguda també com a merindad i documentada des del segle xiii. Comprèn la part occidental de Cantàbria (llevat de Liébana que es constituïa en una altra comarca) incloent la vall del riu Saja i la del riu Nansa. Els seus límits anaven des del concejo de Ribadedeva, fins a El Astillero (l'antiga Vall de Camargo, a la badia de Santander), que dona pas a la merindad de Trasmiera. Pel sud arribava fins a la serralada Cantàbrica. Totes les valls d'aquesta comarca són perpendiculars a la costa.
El merino era el representant del rei i en aquesta merindad vivia a Santillana del Mar (Cantàbria), que és la capital d'aquest territori des del 1209. Per tal que hi visqués es va construir una torre gòtica apartada del centre urbà original, creant així un nou centre de la vila, de caràcter civil, al voltant de la torre del merino. El 1581, després del Plet de les Valls, el governador passava de ser un merino major a ser substituït per la figura d'un corregidor.
Al litoral de la merindad hi ha les localitats de Santillana del Mar, Comillas i San Vicente de la Barquera. Cap a l'oest es troben les valls del Saja i del Nansa.
Durant la baixa edat mitjana i l'Antic Règim, les Astúries de Santillana van estar dominades per dos grans llinatges nobiliaris: el dels Mendoza - de la Vega, Ducs de l'Infantado, Marquesos de Santillana i el dels Manrique de Lara, Marquesos d'Aguilar de Campoo, Comtes de Castañeda.
Entre 1785 i 1833 va formar part de la Intendència de Burgos.
Al costat de les de Santillana, existien també les Astúries d'Oviedo amb capital a Oviedo.